# Charles Aidman
Charles Aidman (* 21. Januar 1925 in Frankfort, Illinois; † 7. November 1993 in Beverly Hills, Kalifornien) war ein US-amerikanischer Schauspieler.

## Leben
Der Arztsohn spielte College-Football und diente von 1946 bis 1948 in der US-Army. Aidman studierte Schauspielkunst bei Sanford Meisner in New York. 1956 spielte er den Marcus Antonius in dem Shakespeare-Stuck Julius Caesar. Aidmans Fernsehdebüt erfolgte 1954, zugleich gründete er zusammen mit Curt Conway das Theatre West in Los Angeles. Das Stück Spoon River Anthology brachte ihm einen Tony Award ein. 
Obwohl Aidman in erster Linie für das Fernsehen vor die Kamera trat, wirkte er auch in mehreren Kinofilmen mit. Im Fernsehen trat er in einer der ersten Folgen von Twilight Zone auf und wurde später als Erzähler engagiert. Zudem war er in vielen Serien zu Gast: Bonanza, Rauchende Colts, Der Chef, Die Leute von der Shiloh Ranch, Mannix, Kung Fu, Einsatz in Manhattan, Die Straßen von San Francisco, Quincy und Dallas.
Am 7. November 1993 starb Aidman infolge eines Krebsleidens.

## Filmographie (Auswahl)
- 1959: Mit Blut geschrieben (Pork Chop Hill)
- 1962: Hinter feindlichen Linien (War Hunt)
- 1967: Die fünf Geächteten (Hour of the Gun)
- 1968: Hängt den Verräter! (Sergeant Ryker)
- 1968: Countdown: Start zum Mond (Countdown)
- 1969: Blutige Spur (Tell Them Willie Boy is Here)
- 1971: Opa kann’s nicht lassen (Kotch)
- 1973: Wie ein Leben in der Hölle (The Invasion of Carol Enders)
- 1973: Das Bildnis des Dorian Gray (The Picture of Dorian Gray)
- 1977: Das Ultimatum (Twilight Last Gleeming)
- 1977: M*A*S*H (Fernsehserie, eine Folge)
- 1978: Wer den ersten Stein wirft … (When Every Day was the Fourth of July)
- 1980: Hauch des Todes (The Last Song)
- 1980: Alcatraz (Alcatraz: The Whole Shocking Story)
- 1982: Die falsche Spur (Prime Suspect)
- 1982: Magnum (Fernsehserie, eine Folge)
- 1983: Die verwegenen Sieben (Uncommon Valor)
- 1987: Die Reise ins Ich (Innerspace)